# Mesosauridae
Ne doit pas être confondu avec Mosasauridae.
Ordre
Famille
Genres de rang inférieur
- † Brazilosaurus
- † Mesosaurus
- † Stereosternum

Les Mesosauridae (mésosauridés en français) forment une famille éteinte de reptiles marins, classée comme parareptile, qui vivait durant le Permien inférieur (entre -290 et -270 millions d'années). Mésosaure signifie « reptile du milieu ».
Ils furent les premiers reptiles (et donc amniotes) connus à se ré-adapter au milieu aquatique,.
Ces animaux, de façon variable selon le genre et l'espèce, étaient généralement de taille modeste, soit quelques dizaines de centimètres avec une exception connue à près de deux mètres.

## Anatomie
En terme d'apparence, les mésosaures ressemblaient vaguement à des crocodiles, bien qu'ils ne leur soient pas apparentés.
Les mésosaures possédaient plusieurs caractéristiques présentant une adaptation poussée à la vie aquatique parmi lesquelles, un museau très allongé et pourvu de nombreuses dents effilées et pointues, un long cou et une longue queue utile pour nager par ondulation, ainsi que des côtes pachyostéosclérotiques. Ils avaient également des doigts longs et larges épousant la forme d'une rame.
La configuration de leur région temporale a longtemps été débattue; von Huene la considérait comme de type synapside, mais plus récemment, plusieurs paléontologues, comme Sean Modesto, l'ont considérée comme de type anapside. Cependant, la dernière étude suggère qu'au moins certains mésosaures avaient bien une fenêtre temporale inférieur similaire à celle des synapsides.
« En Uruguay, les [...] chercheurs ont exhumé 26 spécimens de mésosaures adultes, tous associés à des embryons ou à de très jeunes individus [...]. Ces spécimens, plus ou moins désarticulés, sont difficiles à interpréter mais il s'agit probablement [...] d'embryons dans l'utérus, étayant la thèse de la viviparité chez les mésosaures. Les plus grands d'entre eux représenteraient de jeunes animaux dont s'occupait au moins un des deux parents, laissant supposer l'existence de soins parentaux. [...]
Cependant, un œuf isolé de mésosaure a également été mis au jour sur ce site uruguayen et nuance la thèse de la viviparité (qui, en principe, exclut la ponte d'œuf). Elle suggère que les mésosaures d'Uruguay pondaient des œufs à un stade avancé de développement qui devaient éclore peu après (quelques minutes à quelques jours plus tard) ». Il est possible que ces particularités de la reproduction soient également une adaptation à la vie aquatique en évitant (ou limitant) les sorties de l'eau.
En conclusion, l'adaptation générale des mésosaures à la vie aquatique semble privilégier une vie côtière dans des eaux marines peu profondes.

## Régime alimentaire
Les mésosaures se nourrissaient de petites proies, comme le confirme leur type de dentition. Il est même possible que ces derniers avaient la capacité de filtrer l'eau pour capturer du zooplancton. Certains petits animaux aquatiques, comme des crustacés pygocéphalomorphes, figuraient à leur menu. En effet, des restes de pygocéphalomorphes ont été trouvés dans la cavité abdominale de plusieurs spécimens de mésosaures de la formation Mangrullo d'Uruguay.

## La «mer à mésosaures»

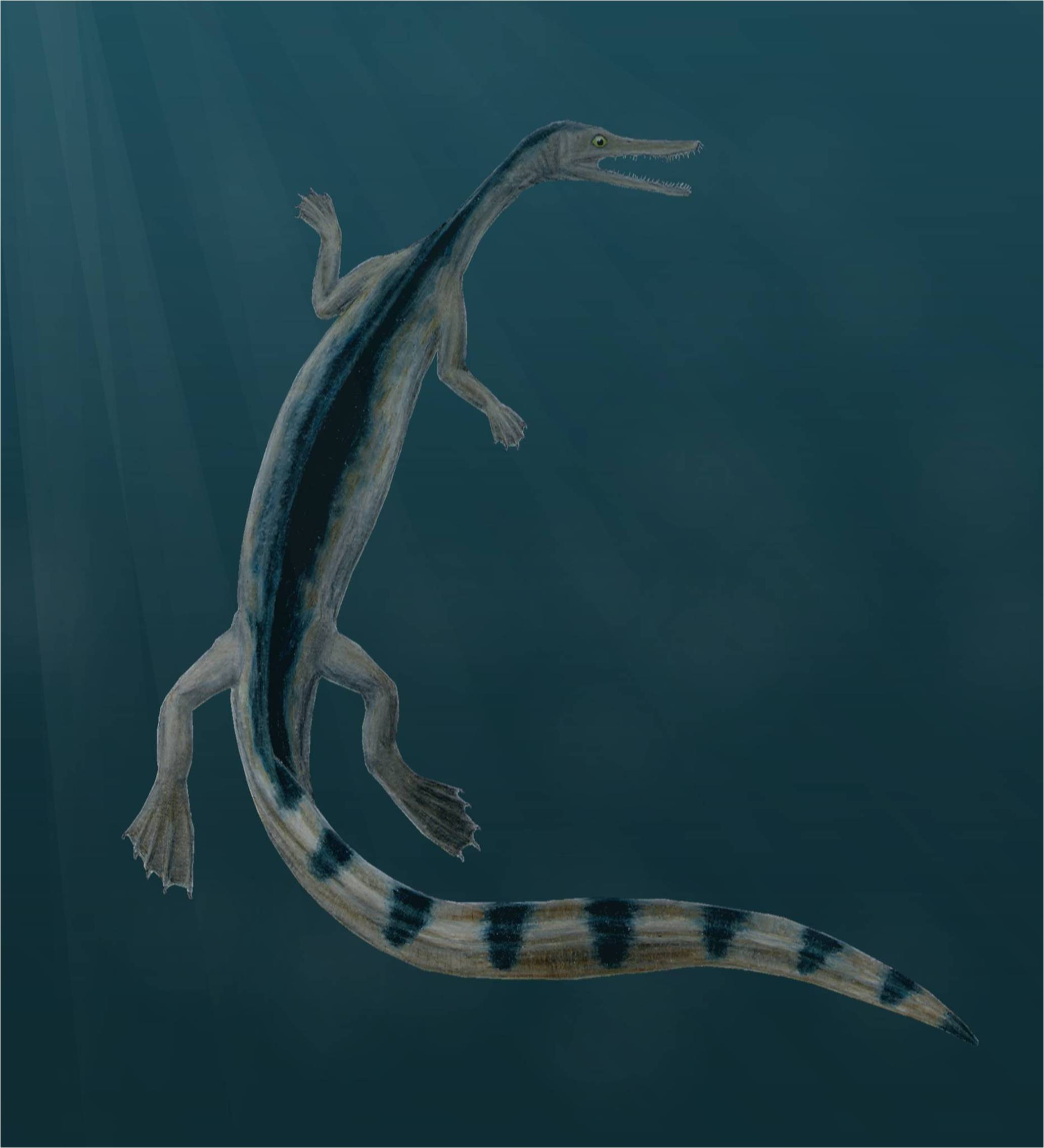
Espèce du genre Stereosternum

Les mésosauridés ont été trouvés exclusivement dans la « mer à mésosaures » qui recouvrait le Sud-Est du Brésil, l'Uruguay, le Nord-Est de l'Argentine, une partie du Paraguay ainsi que le Sud-Ouest de l'Afrique, comprenant une partie de l'Afrique du Sud, la Namibie, une partie de l'Angola et du Botswana.
Il s'agissait d'une mer épicontinentale, l'océan Atlantique était alors en formation et l'Amérique du Sud et l'Afrique étaient très proches l'une de l'autre. La répartition des fossiles de mésosaures de part et d'autre de ce qui est aujourd'hui l'océan Atlantique a été utilisée comme argument par Alfred Wegener pour soutenir sa théorie de la dérive des continents. Il est possible qu'à certaines périodes, cette mer épicontinentale ait été coupée de l'océan et qu'elle soit devenue hypersaline. En effet, en Uruguay, les mésosaures se trouvent dans des niveaux à très faible biodiversité (ou les mésosaures sont les seuls vertébrés présents) qui étaient peut-être hypersalins.